# Dennis McCoy
Dennis McCoy (Kansas City, Misuri, 29 de diciembre de 1966) es un ciclista de BMX de estilo libre. Fue miembro de la American Freestyle Association junto con Mat Hoffman y Dave Mirra y también apareció en el videojuego de 2001 Mat Hoffman Pro BMX. Dennis es considerado un pionero en freestyle bmx, sus credenciales incluyen haber aparecido en varios episodios de Road fools, gestionando importantes competiciones y eventos deportivos de acción mientras mantiene una habilidad legendaria en una bmx.
Dennis recibió su primer patrocinio y se convirtió en profesional de Bob Haro, de Haro Bicycles en 1985. También es el competidor activo más antiguo en los X-Games de ESPN, habiendo sido un competidor activo desde el primer evento celebrado en Providence, RI en 1995 hasta el evento de 2018 en Minneapolis, MN. 2013 X-Games Munich, fue comentarista analítico del evento Slopestyle Mountain Bike.